# Anita Diminuta
Anita Diminuta és un personatge de ficció de còmic creat el 1941 pel dibuixant català Jesús Blasco per a la revista de còmic femenina Mis Chicas. Va ser creada a instàncies de Consuelo Gil. Aquesta volia «una nena que sigui una mena de Cuto amb faldilles» perquè encapçalés la revista per a nenes que estava planejant, la futura "Mis Chicas".
Anita Diminuta era una xiqueta rossa amb trenes que s'enfrontava a innumerables perills i horribles enemics com bruixes, mags dolents, polps i altres animals humanitzats i malvats. En les seues aventures l'acompanyaven entre d'altres els seus amics Soldadito, Chispita, Bartolo, etc. Vivia en una casa de camp amb la seva àvia, i amb Mateo.
El dibuixant Jesús Blasco s'inspirava, òbviament, en la imatgeria popular, molt especialment en els contes infantils. En la creació de les històries molt probablement col·laboraven els seus germans que formaven l'anomenada Factoria Blasco.
La intrèpida Anita Diminuta va ocupar la primera plana de la popular Mis Chicas durant la dècada dels 40.